# Neoness
Neoness est une enseigne du Groupe Verona créé en 2008, regroupant une trentaine de salles de fitness en France.

## Historique
Les salles de sports, club de forme ou fitness, se sont développées en France à partir des années 1980, mais étaient dans un premier temps assez élitistes. Le marché se réveille réellement dans les années 2000, notamment grâce à des enseignes qui s’installent dans les centres-villes, avec une offre moins chère.
Neoness est créée en 2008, par deux femmes ayant travaillé dans des entreprises similaires, Marie-Anne Teissier et Céline Wisselink. Elles se sont rencontrées en travaillant l’une et l’autre, quelques années auparavant, pour l’UCPA. La marque Neoness « veut démocratiser la pratique sportive en offrant de la qualité à prix bas » selon ses fondatrices. Elle compte en 2019 150 000 abonnés,,.
Le principe des formules proposées est d’une part de différencier les heures creuses d’un accès à tout heure, et d’autre part de proposer des services complémentaires, à la carte. Les salles Neoness ont une superficie de 1 000 à 2 000 m2 pour des plateaux de machines de musculation libres et guidées et de cardio-training, une salle de cours collectifs (cours assurés par des coachs) et des vestiaires avec des douches payantes,.
La société se développe essentiellement par croissance interne, dans un marché français porteur, en s’appuyant financièrement sur un fonds d’investissement à partir de 2016. Mais les fondatrices conservent la direction opérationnelle.
À la suite du rachat par Keepcool en 2022, le nouveau Directeur Général, David AMIOUNI, décide, dans une démarche d'optimisation budgétaire, d'imposer aux clients déjà abonnés une réduction drastique de l'offre de cours collectifs en suspendant sa relation avec LesMills (leader du secteur) et les autres cours plus traditionnels (Yoga, Zumba,...),. L'enseigne a également fortement augmenté ses tarifs (+23,7 % entre 2019 et 2023). Ces changements provoquent la colère d'une partie importante de ses adhérents.

### Rachat par Keepcool
En août 2022, l'entreprise Keepcool rachète les 30 salles parisiennes Neoness.